# Compianto sul Cristo morto (Cariani)
Il Compianto su Cristo morto  è un dipinto olio su tela di Giovanni Cariani commissionato per la chiesa di San Pellegrino di San Pellegrino Terme.

## Storia
Il bergamasco Giovanni Cariani nato a Fuipiano al Brembo in provincia di Bergamo, si era trasferito a Venezia con la famiglia, il padre infatti si spostò come molti altri valligiani della val Brembana e val Seriana in cerca di lavoro. Questo permise all'artista che già sul territorio d'origine aveva approfondito lo studio naturalistico della pittura dando grande importanza alla luce e alle ombre, di studiare anche il classisismo veneziano con i molti artisti presenti alla fine del Quattrocento e agli inizi del Cinquecento con l'approfondimento dell'uso del colore. Egli fu sicuramente uno degli artisti che maggiormente contribuì allo sviluppo dell'arte veneziana sul territorio di Bergamo. Il suo ritorno nella terra d'origine nel 1517, dopo che gli fu commissionata la tela per la chiesa di San Gottardo, lo fece identificare come il portatore della maniera moderna. Il Cariani tornò poi a Venezia nel 1524, ma sono poche le opere documentate successivamente, le poche eseguite per le committenze dei migranti presenti in terra lagunare per le chiese dei luoghi d'origine, furono realizzate e spedite a Bergamo
La medesima cosa avvenne per il dipinto del compianto, che fu realizzato a Venezia e spedito alla chiesa di San Pellegrino via acqua inizialmente e poi a mezzo di carri e di muli fino alla chiesa di destinazione. Il dipinto fu inizialmente posto sull'altare del Corpus Domini gestito dalla confraternita omonima nata nel 1490 e gestita da laici, per essere poi spostata dopo i restauri e l'ampliamento del Settecento nel come pala d'altare nel nuovo altare marmoreo. L'attribuzione al Cariani fu confermata da Simone Facchinetti nel 2001 quando allestì la mostra a Bergamo dedicata a Bergamo, l'altra Venezia.

## Descrizione
La tela cestinata è divisa su due ordini e presente centrale le sagome imponenti delle croci lignee.
Il dipinto raffigura il soggetto rivisitato del compianto molto presente in tutta Europa già dal Trecento, infatti intorno all'immagine di Cristo deposto dalla croce con la Madre, vi sono raffigurati altri personaggi. Il racconto del compianto che viene molte volte rappresentato, non fu mai descritto nei Vangeli, ma rispondeva all'esigenza dei fedeli quale soggetto devozionale, ma anche per la conoscenza di capire cosa fosse successo dopo il tragico racconto della crocifissione.
Pur non essendo questo raccontato nelle scritture il Cariani raffigurò intorno al martire tutti i sette personaggi che erano stati citati nel lungo travaglio del martirio. Vi sono quindi l'apostolo Giovanni, Maria Maddalena, le pie donne, Giuseppe d'Arimatea e Nicodemo. 
Cristo è raffigurato nell'atto d'essere avvolto dal sudario e privo della corona di spine. Tre donne lo sorreggono avvolte di mantelli scuri, tra queste centrale la Madonna di cui si vede la veste rossa, segno della sofferenza, mentre pare accarezzare il capo del Figlio, ed è anche la sola che volge a lui lo sguardo. La luce colpisce il corpo morto che accende il bianco del lenzuolo. Il braccio lasciato pendere in maniera innaturale, ripropone l'iconografia ripresa dai sarcofagi romani del II secolo d.C. detti braccio di Meleagro o semplicemente braccio della morte. Le tre donne, sono identificabili in Maria madre di Giacomo il Minore, Salome madre dei figli di Zebedeo che sono accanto alla Vergine e Maria Maddalena posta sulla destra del dipinto con i capelli ramati che asciugano i piedi del morto bagnati dalle sue lacrime. Sul lato sinistro è dipinto Giovanni, il solo apostolo presente alla crocifissione. Il Cariani lo raffigura come un giovane sbarbato con lo sguardo rivolto al cielo avvolto in un mantello dal colore sfumato che va dal rosa al rosso. Vi sono inoltre Nicodemo e Giuseppe di Arimatea dipinti con i tratti di uomini anziani.
La parte superiore della tela presenta sul lato destro una città torrita, mentre un cielo plumbeo oscura le montagne che diventano sempre più lontane all'orizzonte.